# Weltreiterspiele 2010
Die Weltreiterspiele 2010 fanden vom 25. September bis 10. Oktober 2010 in Lexington (Kentucky) statt.
Bei den Weltreiterspielen 2010 handelt es sich um die Weltmeisterschaften in folgenden acht Reitsportdisziplinen:
- Distanzreiten
- Dressurreiten
- Dressurreiten der Reiter mit Behinderung
- Reining
- Springreiten
- Vielseitigkeitsreiten
- Vierspännerfahren
- Voltigieren

## Organisation

### Vorbereitung
Nachdem sich Lexington bereits für die Austragung der Weltreiterspiele 2006 beworben hatte, entschied das Exekutivkomitee des Weltverbandes, der FEI, am 18. September 2002, der Bewerbung von Aachen Vorrang zu geben. Es wurde jedoch gleichzeitig beschlossen, die Bewerbung Lexingtons ebenfalls zu berücksichtigen und als Austragungsort für die Weltreiterspiele 2010 auszuwählen.
Somit wurden erstmals die seit 1990 durchgeführten Weltreiterspiele außerhalb Europas ausgetragen.

### Durchführung
Insgesamt haben die deutschen TV-Sender ARD, WDR, ZDF und der ZDFinfokanal rund 28 Stunden von den Weltreiterspielen 2010 übertragen, davon gut 20 Stunden live. Eurosport führte Übertragungen im Umfang von über 20 Stunden von den Weltreiterspiele 2010 durch, die Mehrzahl hiervon live. Der Schweizer Sender SF zwei übertrug im Umfang von knapp über 4 Stunden Sendezeit von der Einzelwertung der Springreiter. Die höchsten bekannten Einschaltquoten in Deutschland lagen bei jeweils 6,7 % bei den nächtlichen Live-Übertragungen des Mannschaftsfinales und der Top-30-Runde der Springreiter.
Die Weltreiterspiele wurden im Rahmen der Eröffnungsfeier von der Präsidentin der FEI, Prinzessin Haya Bint Al Hussein und lokalen Politikern eröffnet. An der Eröffnungsfeier nahm auch der vermutlich bekannteste Sohn Kentuckys, Muhammad Ali, teil. Fahnenträgerin der deutschen Mannschaft war Isabell Werth.
Als Demonstrationssportart wurden während der Weltreiterspiele Wettbewerbe der Mounted Games durchgeführt.

### Kritik
Von Seiten der Reiter erfolgte zum Teil deutliche Kritik am Veranstalter. Jos Lansink, Springreit-Weltmeister von 2006, kritisiert:

„Jedes Zwei-Sterne-Turnier in Europa ist besser organisiert. Es gab tagelang keine Heizung und kein warmes Wasser für die Pfleger. Das weiß man doch vorher, dass man Heizungen und Wasser braucht. Es gibt immer mal Probleme, aber das ist zu viel.“

Zudem wurden die Nebenkosten wie Hotel- und Gastronomiepreise bei den Weltreiterspielen als überteuert bezeichnet.
Nach der ersten Einzelwertung der Dressurreiter mit Behinderung (Grade III) kam es erneut zu Kritik am Veranstalter, der das Dressurviereck falsch bemessen hatte, was eine belgische blinde Dressurreiterin bei ihrem Ritt bemerkte. Das Angebot, die Prüfung wahlweise für einzelne Teilnehmer zu wiederholen, lehnte die belgische Mannschaft ab. Sie forderte unter Anrufung des großen Schiedsgerichts der FEI eine Neuaustragung für alle Teilnehmer.
Der Präsident der Deutschen Reiterlichen Vereinigung, Breido Graf zu Rantzau, zog das Resümee, dass die Vereinigten Staaten mit der Ausrichtung des Turniers überfordert gewesen seien und dass die Ausrichtung von Weltreiterspielen in Europa die bessere Wahl sei. Dies sei für die meisten Reitsport-Nationen auch besser finanzierbar.

## Austragungsort

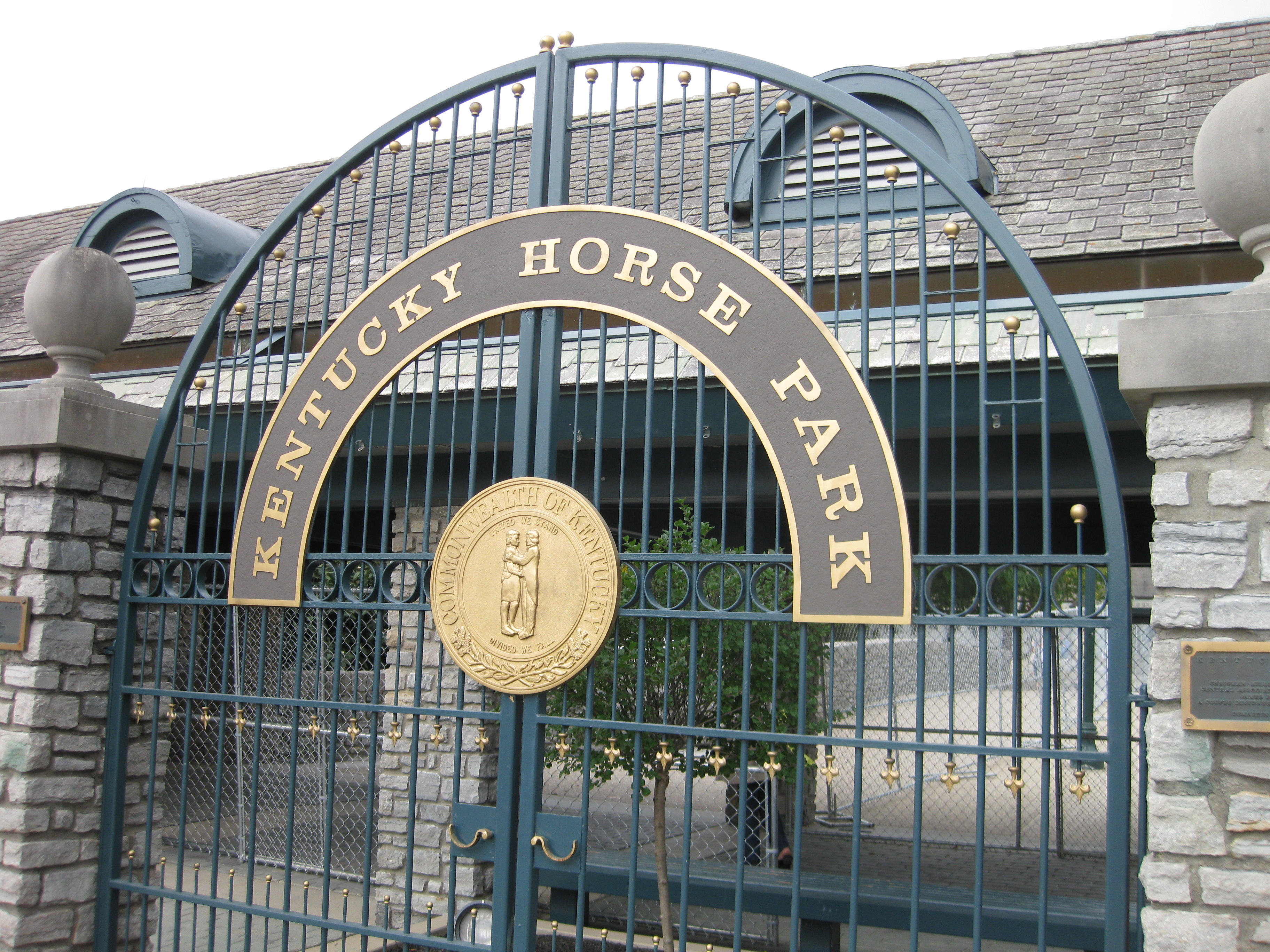
Kentucky Horse Park

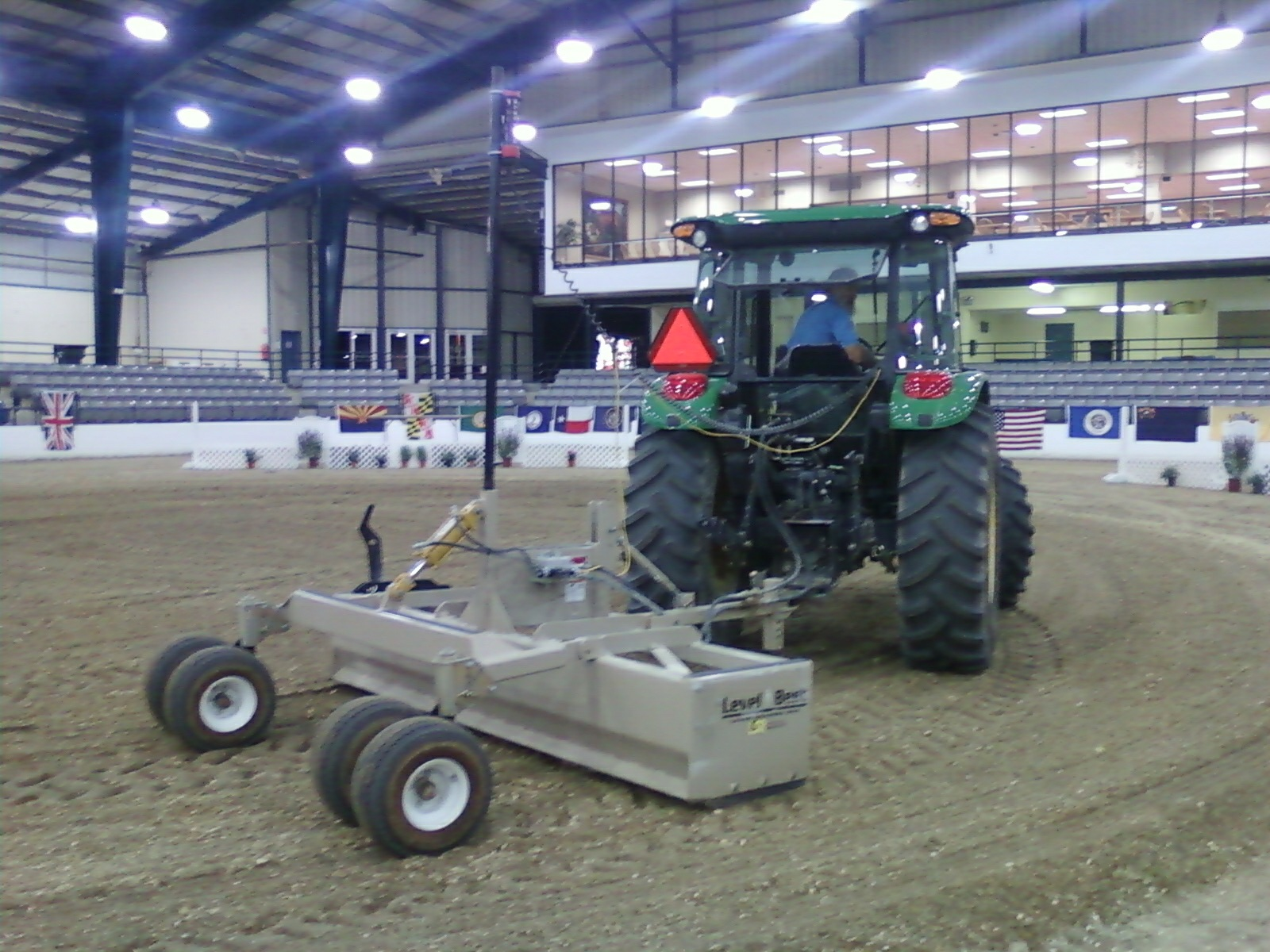
Die Reithalle (Covered Area)

Die Weltreiterspiele 2010 wurden im Kentucky Horse Park, einem Areal von fast 500 Hektar, ausgetragen. Der Veranstaltungsort ist traditionell Austragungsort von Pferdesportereignissen wie dem Rolex Kentucky Three Day. Auch die Weltmeisterschaft der Vielseitigkeitsreiter 1978 fand im Kentucky Horse Park statt.
Das Hauptstadion des Kentucky Horse Parks wurde für die Weltreiterspiele 2010 umgebaut und erweitert. Dieses hat nach dem Umbau 7.500 Sitzplätze, zusätzlich wurden 22.500 Sitzplätze auf provisorischen Tribünen am Hauptstadion geschaffen. Das Hauptstadion war Austragungsort für die Dressur- und Springreitwettbewerbe sowie für die Dressur- und Springreitwertungen der Vielseitigkeitswettbewerbe.
Die zweite bereits zuvor existierende Wettkampfstätte ist die Reithalle (Covered Area). Hier wurden die Dressurwettbewerbe der Reiter mit Behinderung ausgetragen. Die Halle fasst 1.100 Zuschauer.
Ein kompletter Neubau, der dauerhaft errichtet wurde, ist die „Indoor Arena“. Diese Halle fasst 6.000 Zuschauer (ist bis auf 10.000 Zuschauer erweiterbar) und diente während der Weltreiterspiele 2010 als Austragungsort für Reining- und Voltigierwettbewerbe.
Das Fahrstadion, ein provisorischer Neubau, bietet 6.000 Zuschauern Platz. Hier fanden die Teilprüfungen Dressur und Hindernisfahren der Vierspännerfahrer statt.
Ebenfalls auf dem Areal gelegen ist die Geländestrecke des Rolex Kentucky Three Day, die als Austragungsort für die Geländeteilprüfung der Vielseitigkeitsreiter und Vierspännerfahrer diente.
Auch die Strecke der Distanzreiter führte mehrfach über das Gelände des Kentucky Horse Parks.

## Testturniere
Vom 19. April bis zum 25. April wurden die Testturniere für die Weltreiterspiele 2010 ausgetragen. Zum einen war das traditionelle Rolex Kentucky Three Day Event (CCI 4*) als Testturnier ausgeschrieben. Hier gewann der britische Vielseitigkeitsreiter William Fox-Pitt mit Cool Mountain. Parallel wurden die Testturniere im Spring- (CSI 2*) und Dressurreiten (CDI 3*) ausgetragen.

## Wettkämpfe

### Zeitplan
|                                    | 25. Sept.         | 26. Sept. | 27. Sept. | 28. Sept. | 29. Sept. | 30. Sept. | 1. Okt. | 2. Okt. | 3. Okt. | 4. Okt. | 5. Okt. | 6. Okt. | 7. Okt. | 8. Okt. | 9. Okt. | 10. Okt.         |
| ---------------------------------- | ----------------- | --------- | --------- | --------- | --------- | --------- | ------- | ------- | ------- | ------- | ------- | ------- | ------- | ------- | ------- | ---------------- |
| Zeremonien                         | Eröffnungs- feier |           |           |           |           |           |         |         |         |         |         |         |         |         |         | Abschluss- feier |
| Distanzreiten                      |                   | E/M       |           |           |           |           |         |         |         |         |         |         |         |         |         |                  |
| Dressur                            |                   |           | E/M       | E/M       | E         |           | E       |         |         |         |         |         |         |         |         |                  |
| Dressur der Reiter mit Behinderung |                   |           |           |           |           |           |         |         |         |         | M       | E/M     | E/M     | E       | E       | E                |
| Reining                            | E/M               | E/M       |           | E         |           | E         |         |         |         |         |         |         |         |         |         |                  |
| Springen                           |                   |           |           |           |           |           |         |         |         | E/M     | E/M     | E/M     |         | E       | E       |                  |
| Vielseitigkeit                     |                   |           |           |           |           | E/M       | E/M     | E/M     | E/M     |         |         |         |         |         |         |                  |
| Vierspännerfahren                  |                   |           |           |           |           |           |         |         |         |         |         |         | E/M     | E/M     | E/M     | E/M              |
| Voltigieren                        |                   |           |           |           |           |           |         |         |         |         |         | E/M     | E       | E/M     | E       | M                |

Legende:
- E: Prüfung der Einzelwertung
- M: Prüfung der Mannschaftswertung
- E/M: Prüfung zählt für Einzel- und Mannschaftswertung
- die blauen Felder stehen für Tage mit Prüfungen, die goldenen Felder für den Tag der jeweiligen Entscheidung

### Reining
- 63 Teilnehmer[12]

Die teilnehmenden Nationen durften jeweils vier Reiter mit jeweils einem Pferd zu den Reiningwettbewerben bei den Weltreiterspielen entsenden. Zudem durfte ein Ersatzpaar entsandt werden.
Die erste Teilprüfung war die Mannschaftswertung, die über die Dauer von zwei Tagen ausgetragen wurde. Hierbei zählten die drei besten Ergebnisse für das jeweilige Team. Die erste Teilprüfung zählte zudem als Qualifikation für die Einzelwertung. Hierbei qualifizierten sich die besten 15 Reiter-Pferd-Paare direkt für das Finale, die Ränge 16 bis 37 zogen in eine weitere Qualifikationsprüfung ein. Aus dieser zogen zusätzlich zu den Top 15 aus der ersten Teilprüfung noch die besten 5 aus der zweiten Qualifikationsprüfung ein. Im Finale der Einzelwertung wurden die Medaillengewinner der Einzelwertung ermittelt.

#### Mannschaftswertung

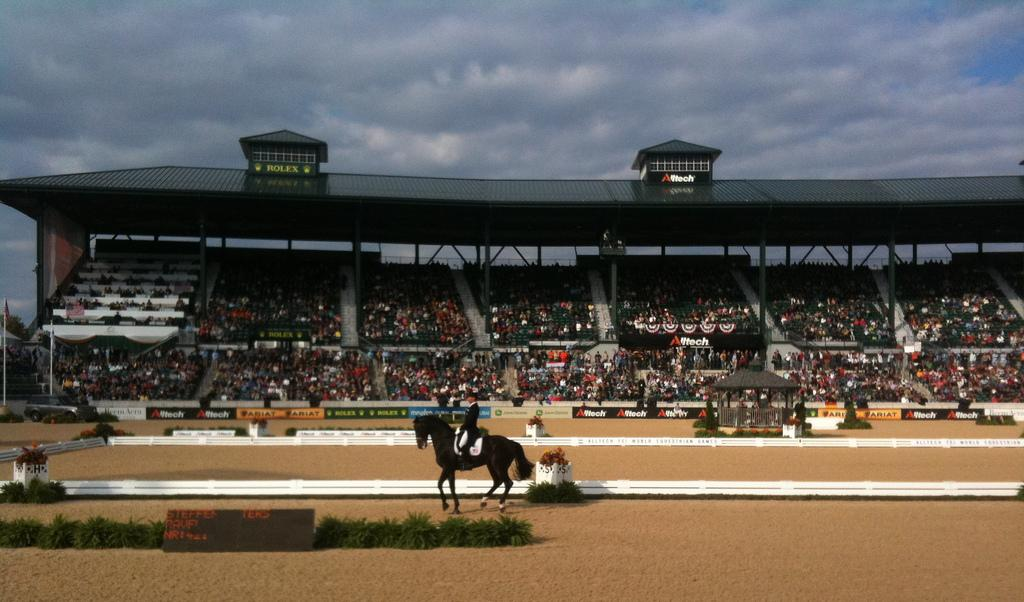
Steffen Peters mit Ravel, Grand Prix de Dressage (Weltreiterspiele 2010)

Die Mannschaftswertung fand am 25. und 26. September 2010 statt.
Erwartungsgemäß gewann die Mannschaft der Vereinigten Staaten die Mannschaftswertung im Reining. Das Pferd des ersten deutschen Teamreiters Nico Hörmann, Mister Dual Spring, rutschte in der Mannschaftsprüfung aus und berührte mit dem Hinterhand den Boden. Dies führte für ihn zu einer Null-Wertung, er bildete somit das Streichergebnis für die deutsche Mannschaft (die den sechsten Rang erreichte).
Endstand (Stand: 26. September 2010, 21:50 Uhr)
| Platz | Land               | Reiter und Pferde | Punkte                          |
| ----- | ------------------ | --- | ------------------------------- |
| 1     | Vereinigte Staaten | Tim McQuay Hollywoodstinseltown Craig Schmersal Mister Montana Nic Tom McCutcheon Gunners Special Nite Shawn Flarida RC Fancy Step    | 674,5 (220,5) 223,5 224,0 227,0 |
| 2     | Belgien            | Jan Boogaerts Gumpy Grumpy BB Ann Poels Whizdom Shines Cira Baeck Peek a Boom Bernard Fonck BA Reckless Chick                         | 659,0 (205,0) 219,5 216,0 223,5 |
| 3     | Italien            | Marco Ricotta Smart and Shiney Stefano Massignan Yellow Jersey Dario Carmignani Red Chic Peppy Nicola Brunelli Spat a Blue            | 655,5 (0,0) 224,0 216,5 215,0   |
| 4     | Österreich         | Martin Mühlstätter Wimpys Little Buddy Markus Morawitz Spin me a deal Dennis Schulz Laredo Whiz Rudi Kronsteiner Einsteins Revolution | 653,5 219,5 213,0 (212,5) 221,0 |
| 5     | Kanada             | Vernon Sapergia Its Wimpys Turn Shawna Sapergia This chics on top Duane Latimer Dun Playin Tag                                        | 652,5 211,5 218,0 223,0         |
| 6     | Deutschland        | Nico Hörmann Mister Dual Spring Grischa Ludwig Hot Smokin Chex Emanuel Ernst Legends Diamond Doc Sylvia Rzepka Doctor Zip Nic         | 650,5 (0,0) 220,5 209,0 221,0   |

#### Einzelwertung
Die Einzelwertung zog sich über mehrere Qualifikationsprüfungen, die entscheidende Prüfung fand am 30. September 2010, beginnend um 13:00 Uhr (19:00 Uhr MESZ), statt.
Die Finalprüfung erreichten jeweils zwei deutsche und österreichische Pferd-Reiter-Paare. Zwei weitere Paare aus Österreich, Dennis Schulz mit Laredo Whiz und Markus Morawitz mit Spin me a deal erreichten die Qualifikationsprüfung der Plätze 17 bis 37 (der Rang 15 war in der Mannschaftswertung doppelt vergeben). Diese schafften die Finalqualifikation jedoch nicht. Auf Rang 39 der Mannschaftsprüfung landete die mehrfache Olympiasiegerin in der Dressur, Anky van Grunsven mit Whizashiningwalla BB, die mit der niederländischen Mannschaft Rang acht erreichte.
Dem US-amerikanischen Reiter Shawn Flarida, der als einer der Favoriten für den Einzelsieg im Reining galt, riss während seines Rittes an seinem Steigbügel ein Stück Ledergurt ab. Er kam aus dem Takt und musste sich kurz am Horn seines Sattels festhalten, was zu erheblichen Abzügen führte. Im weiteren Ritt erreichten er und sein Pferd Fancy Step nicht die gewohnte Form und schlossen die Prüfung auf dem 21. und damit letzten Platz ab.
Endstand (Stand: 30. September 2010, 21:30 Uhr)
| Rang | Reiter             | Pferd                | Punkte |
| ---- | ------------------ | -------------------- | ------ |
| 1    | Tom McCutcheon     | Gunners Special Nite | 228,0  |
| 2    | Craig Schmersal    | Mister Montana Nic   | 223,0  |
| 3    | Duane Latimer      | Dun Playin Tag       | 222,5  |
| 4    | Tim McQuay         | Hollywoodstinseltown | 222,0  |
| 5    | Grischa Ludwig     | Hot Smokin Chex      | 221,0  |
| 5    | Rudi Kronsteiner   | Einsteins Revolution | 221,0  |
|      | …                  |                      |        |
| 8    | Sylvia Rzepka      | Doctor Zip Nic       | 218,5  |
|      | …                  |                      |        |
| 10   | Martin Mühlstätter | Wimpys Little Buddy  | 218,0  |

### Distanzreiten
- 100 Teilnehmer[17]

Die teilnehmenden Nationen durften jeweils fünf Distanzreiter mit insgesamt bis zu sechs Pferden zu den Weltreiterspielen entsenden.
Die Einzel- und die Mannschaftsentscheidung wurden in einem Wettbewerb ausgetragen, wobei bei der letzteren drei oder vier Reiter eine Mannschaft bildeten (die besten drei Ergebnisse pro Mannschaft gingen in die Wertung ein). Die Strecke war bei den Weltreiterspiele 2010 160 Kilometer lang und in sechs Abschnitte aufgeteilt.
Zwischen den einzelnen Abschnitten wurden an den so genannten „VetGates“ tierärztliche Untersuchungen mit vorgeschriebenen Zwangspausen für die Pferde durchgeführt.

#### Mannschaftswertung
Die Mannschaftswertung fand am 26. September 2010, beginnend um 7:00 Uhr (13:00 Uhr MESZ), statt.
Endstand (Stand: 27. September 2010, 19:00 Uhr)
| Platz | Land                         | Reiter und Pferde | Zeit (Stunden)                                    |
| ----- | ---------------------------- | --- | ------------------------------------------------- |
| 1     | Vereinigte Arabische Emirate | Scheich Hamdan bin Muhammad Al Maktum SAS Alexis Scheich Madschid bin Muhammad Al Maktum Kangoo D’Aurabelle Scheich Rashid bin Dalmook Al Maktum Rukban Dikruhu Mmn Ali Muhammad Al Muhairi Churinga Kagebee | 23:53:36 7:36:56 8:07:27 8:09:13 (ohne Ergebnis)  |
| 2     | Frankreich                   | Sarah Chakil Sakalia Virginie Atger Azim du Florival Cecile Miletto Mosti Easy Fontnoire Caroline Denayer Gad Gwellik du Parc                                                                                | 24:49:46 8:13:03 8:18:17 8:18:26 (9:55:05)        |
| 3     | Deutschland                  | Gabriela Förster Priceless Gold Sabrina Arnold Beau ox Belinda Hitzler Shagar Melanie Arnold Shaika Bint Kheoma                                                                                              | 25:34:16 8:30:47 8:30:51 8:32:38 (9:06:40)        |
| 4     | Spanien                      | Maria Mercedes Alvarez Ponton Nobby Alex Luque Moral Sankoc Cesar Tasias Torras Oliver TB Silvia Yebra Altimiras Cheveret RN                                                                                 | 27:12:08 7:35:44 9:10:27 10:25:57 (ohne Ergebnis) |
| 5     | Brasilien                    | Andre Vidiz Nuit Endurance Lilian Bueno Garrubo Juda Hem Fernando Goncalves Costa Mustaz SC Karina Camargo Arroyo dos Santos HSK Nadjin                                                                      | 27:34:29 8:29:51 9:10:33 9:54:05 (11:06:07)       |

#### Einzelwertung
Die Einzelwertung fand am 26. September 2010, beginnend um 7:00 Uhr (13:00 Uhr MESZ), statt.
Endstand (Stand: 27. September 2010, 19:00 Uhr)
| Rang | Reiter                                 | Pferd              | Zeit (Stunden) |
| ---- | -------------------------------------- | ------------------ | -------------- |
| 1    | Maria Mercedes Alvarez Ponton          | Nobby              | 7:35:44        |
| 2    | Scheich Muhammad bin Raschid Al Maktum | Ciel Oriental      | 7:36:39        |
| 3    | Scheich Hamdan bin Muhammad Al Maktum  | SAS Alexis         | 7:36:56        |
| 4    | Jean-Philippe Frances                  | Hanaba du Bois     | 7:40:12        |
| 5    | Faleh Nasser S. S. Bughenaim           | Amir               | 7:51:13        |
|      | …                                      |                    |                |
| 15.  | Gabriela Förster                       | Priceless Gold     | 8:30:47        |
|      | …                                      |                    |                |
| 16.  | Sabrina Arnold                         | Beau ox            | 8:30:51        |
|      | …                                      |                    |                |
| 17.  | Belinda Hitzler                        | Shagar             | 8:32:38        |
|      | …                                      |                    |                |
| 22.  | Melanie Arnold                         | Shaika Bint Kheoma | 9:06:40        |
|      | …                                      |                    |                |
| 27.  | Petra Hattab                           | Prince Sharif      | 9:20:52        |

### Dressur
- 66 Teilnehmer[21]

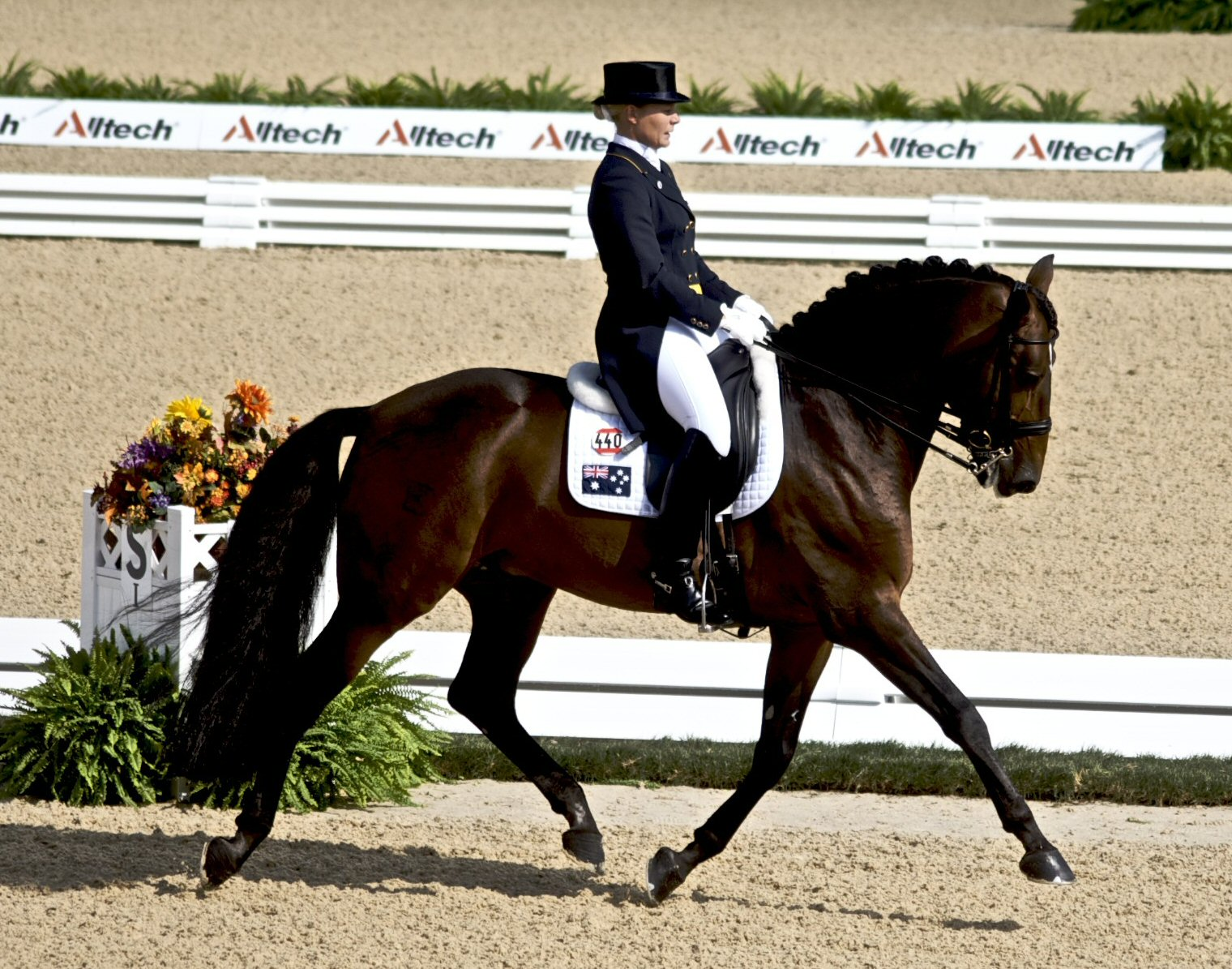
Hayley Beresford (Australien) mit Relampago do Retiro, Grand Prix de Dressage bei den Weltreiterspielen 2010

Die teilnehmenden Nationen durften jeweils vier Dressurreiter mit jeweils einem Pferd zu den Weltreiterspielen entsenden.
Die erste Teilprüfung war der Grand Prix de Dressage. Hierbei traten alle an den Weltreiterspielen teilnehmenden Dressurreiter an. Jede Mannschaft bestand aus drei oder vier Reitern einer Nation, von denen die drei besten Ergebnisse in die Mannschaftswertung eingingen. Anhand dieser Mannschaftswertung wurden die Mannschaftsmedaillen vergeben.
Die besten 30 Teilnehmer des Grand Prix de Dressage durften an der zweiten Prüfung, dem Grand Prix Spécial, teilnehmen. Anhand des Ergebnisses des Grand Prix Spécial wurden die Einzelmedaillen des Grand Prix Spécial vergeben.
Die Dressurreiter, die unter die Top 15 der Einzelwertung des Grand Prix Spécial gekommen waren, durften an der Grand Prix Kür teilnehmen. Hätten es aus einer oder mehreren Nationen mehr als drei Reiter unter die Top 15 des Grand Prix Spécial geschafft, so hätte der jeweils niedrigstplatzierte (vierte) Reiter der jeweiligen Nation nicht an der Grand Prix Kür teilnehmen dürfen. Hierfür wäre dann nach der Platzierung des Grand Prix Spécial jeweils ein anderer Reiter nachgerückt.
In der Grand Prix Kür wurden dann die Einzelmedaillen der Grand Prix Kür vergeben.

#### Mannschaftswertung
Die Mannschaftswertung fand am 27. und 28. September 2010 statt.
Die Weltreiterspiele 2010 standen in der Dressur für den Endpunkt einer Serie: Erstmals seit 1970 blieb die Deutsche Dressurequipe bei Weltmeisterschaften ohne Goldmedaille. Der Sieg in der Mannschaftswertung ging an die favorisierte Mannschaft der Niederländer, die bereits bei der Europameisterschaft 2009 Gold gewonnen hatten. Dieser Sieg erfolgte trotz Schwächung des niederländischen Teams, die als zweitbeste Reiterin des Teams geltende Adelinde Cornelissen wurde im Grand Prix aufgrund eines blutigen Mauls ihres Pferdes Parzival abgeläutet und disqualifiziert.
Durch eine sehr starke Leistung der britischen Schlussreiterin Laura Bechtolsheimer (nach eigener Aussage der bisher beste Ritt ihres Lebens) erreichte die britische Mannschaft Rang zwei. Die US-Amerikaner hatten durch ihren Schlussreiter, den gebürtigen Deutschen Steffen Peters noch die Chance, die deutsche Mannschaft vom Bronzerang zu verdrängen. Mit 78,596 % erreichte Peters mit Abstand das beste Ergebnis seiner Mannschaft, es fehlten jedoch noch etwa 2,5 % zum Erreichen des Medaillenrangs.
Österreich und die Schweiz entsandten keine Mannschaften zu den Dressurwettbewerben, für die Länder starteten jedoch Einzelreiter. Die Qualifikation für den Grand Prix Spécial der besten 30 Paare verpasste die Schweizer Starterin Elisabeth Eversfield-Koch mit The Lion King B, die mit 66,340 % den 40. Rang im Grand Prix belegte.
Endstand (Stand: 28. September 2010, 23:15 Uhr)
| Platz | Land                   | Reiter und Pferde | Prozent                                              |
| ----- | ---------------------- | --- | ---------------------------------------------------- |
| 1     | Niederlande            | Hans Peter Minderhoud Nadine Imke Schellekens-Bartels Sunrise Adelinde Cornelissen Parzival Edward Gal Totilas                  | 229,745 % 72,255 % 73,447 % (ausgeschieden) 84,043 % |
| 2     | Vereinigtes Königreich | Fiona Bigwood Wie-Atlantico de Ymas Maria Eilberg Two Sox Carl Hester Liebling II Laura Bechtolsheimer Mistral Hojris           | 224,767 % 70,128 % (68,213 %) 72,128 % 82,511 %      |
| 3     | Deutschland            | Anabel Balkenhol Dablino Christoph Koschel Donnperignon Matthias Alexander Rath Sterntaler-UNICEF Isabell Werth Warum nicht FRH | 220,595 % (67,702 %) 72,638 % 72,553 % 75,404 %      |
| 4     | Vereinigte Staaten     | Todd Flettrich Otto Katherine Baetson-Chandler Nartan Tina Konyot Calecto V Steffen Peters Ravel                                | 218,128 % (66,553 %) 69,617 % 69,915 % 78,596 %      |
| 5     | Dänemark               | Anne Troensegaard Seduc Sune Hansen Casmir Anne van Olst Clearwater Nathalie zu Sayn-Wittgenstein-Berleburg Digby               | 212,468 % (65,447 %) 69,106 % 69,532 % 73,830 %      |

#### Einzelwertung (Grand Prix Spécial)
Die Einzelwertung im Grand Prix Spécial fand am 29. September 2010, beginnend um 10:00 Uhr (16:00 Uhr MESZ), statt.
Der Grand Prix Spécial war erneut durch die Dominanz von Totilas und Edward Gal geprägt, die mit rund vier Prozent Vorsprung die Prüfung gewannen. Erneut sehr stark war Laura Bechtolsheimer, die mit Mistral Hojris Platz zwei erreichte. Erstmals seit Jahrzehnten blieben in der Einzelwertung einer Dressurweltmeisterschaft alle deutschen Reiter ohne Medaille. Die erfahrenste deutsche Reiterin, Isabell Werth, ging den Grand Prix Spécial mit hohem Risiko an, um die geringe Chance auf eine Medaille zu wahren. Dies scheiterte jedoch, sie wurde lediglich Zehnte. Bester Teilnehmer aus dem deutschsprachigen Raum wurde Christoph Koschel mit Donnperignon auf Rang 6. Ebenfalls noch vor Isabell Werth platzierte sich Anabel Balkenhol auf Rang acht, nachdem sie im Grand Prix mit Dablino noch unter den Erwartungen geblieben war und nur 67,702 % erreichte.
Im Grand Prix Spécial erreichten alle Teilnehmer aus den deutschsprachigen Nationen die für die Teilnahme an der Grand Prix Kür geforderte Platzierung unter den besten Fünfzehn. Aufgrund des Reglements, das die Teilnehmeranzahl in der Grand Prix Kür pro Nation auf drei Teilnehmer begrenzt, blieb Matthias Alexander Rath als deutscher Teilnehmer mit dem niedrigsten Prozentwert im Grand Prix Spécial die Teilnahme an der Kür verwehrt.
Endstand (Stand: 29. September 2010, 23:40 Uhr)
| Rang | Reiter                   | Pferd             | Prozent  |
| ---- | ------------------------ | ----------------- | -------- |
| 1    | Edward Gal               | Totilas           | 85,708 % |
| 2    | Laura Bechtolsheimer     | Mistral Hojris    | 81,708 % |
| 3    | Steffen Peters           | Ravel             | 78,542 % |
| 4    | Juan Manuel Muñoz Diaz   | Fuego XII         | 76,042 % |
| 5    | Imke Schellekens-Bartels | Sunrise           | 74,792 % |
| 6    | Christoph Koschel        | Donnperignon      | 73,292 % |
|      | …                        |                   |          |
| 8    | Anabel Balkenhol         | Dablino           | 72,625 % |
|      | …                        |                   |          |
| 10   | Isabell Werth            | Warum Nicht FRH   | 72,000 % |
|      | …                        |                   |          |
| 12   | Marcela Krinke Susmelj   | Corinth           | 70,417 % |
| 13   | Matthias Alexander Rath  | Sterntaler-UNICEF | 70,250 % |
| 14   | Peter Gmoser             | Cointreau         | 70,167 % |

#### Einzelwertung (Grand Prix Kür)
Die Einzelwertung in der Grand Prix Kür fand am 1. Oktober 2010, beginnend um 19:00 Uhr (2. Oktober 2010, 1:00 Uhr MESZ), statt.
Auch in der Kür blieben Edward Gal und Totilas ungeschlagen und gewannen mit mehr als fünf Prozent Vorsprung Gold. Neben Edward Gal und dem Lokalfavoriten Steffen Peters entwickelte sich auch der Spanier Juan Manuel Muñoz Diaz mit seinem PRE-Hengst Fuego zum Publikumsliebling. Seine deutlich showorientierte Kür führte beim amerikanischen Publikum zu Jubel und stehenden Ovationen noch während des Rittes, die Richterwertung von 81,450 % wurde entsprechend mit verärgerten Pfiffen des Publikums quittiert.
Endstand (Stand: 2. Oktober 2010, 12:15 Uhr)
| Rang | Reiter                   | Pferd           | Prozent  |
| ---- | ------------------------ | --------------- | -------- |
| 1    | Edward Gal               | Totilas         | 91,800 % |
| 2    | Laura Bechtolsheimer     | Mistral Hojris  | 85,350 % |
| 3    | Steffen Peters           | Ravel           | 84,900 % |
| 4    | Imke Schellekens-Bartels | Sunrise         | 82,100 % |
| 5    | Juan Manuel Muñoz Diaz   | Fuego XII       | 81,450 % |
| 6    | Isabell Werth            | Warum Nicht FRH | 80,000 % |
|      | …                        |                 |          |
| 10   | Christoph Koschel        | Donnperignon    | 76,100 % |
| 11   | Marcela Krinke Susmelj   | Corinth         | 75,300 % |
|      | …                        |                 |          |
| 13   | Anabel Balkenhol         | Dablino         | 73,250 % |
| 14   | Peter Gmoser             | Cointreau       | 71,500 % |

### Vielseitigkeit
- 81 Teilnehmer[30]

Die teilnehmenden Nationen durften jeweils sechs Reiter mit jeweils einem Pferd zu den Vielseitigkeitswettbewerben der Weltreiterspiele entsenden. Hiervon bildeten vier Teilnehmer pro Nation die jeweilige Mannschaft, von denen die drei besten Ergebnisse in die Mannschaftswertung eingingen. Die übrigen zwei Reiter traten nur in der Einzelwertung an. Anhand dieser Mannschaftswertung wurden die Mannschaftsmedaillen vergeben.
Die erzielten Strafpunkte der Teilprüfungen wurden addiert und anhand dieses Ergebnisses wurden die Einzel- und Mannschaftswertung ermittelt.
Die Geländestrecke wurde von dem Briten Mike Etherington-Smith erbaut, der bereits die Geländestrecken bei den Olympischen Spielen 2000 und 2008 errichtete und auch als Erbauer der Strecke bei den Olympischen Spielen 2012 vorgesehen ist. Die Geländestrecke wurde auf dem Niveau eines CCI 4* angelegt. Sie wurde zum Teil als zu schwer angesehen, diese Meinung wurde jedoch nicht einhellig vertreten.

#### Mannschaftswertung
Die Mannschaftswertung fand am 30. September 2010 sowie 1. Oktober (Dressurprüfung), 2. Oktober (Geländeprüfung) und 3. Oktober (Springprüfung) statt.
Der Sieg in der Mannschaftswertung der Vielseitigkeitsreiter bei den Weltreiterspielen 2010 ging an die britische Mannschaft. Das deutsche Team, das nach der Dressur noch in Führung lag, wurde durch den Sturz von Dirk Schrade geschwächt, konnte jedoch mit Rang fünf die beste Platzierung einer Mannschaft ohne Streichergebnis in dieser Wertung erreichen. Die Gastgebermannschaft der Vereinigten Staaten lag nach dem Geländeritt noch auf dem Silbermedaillenrang, rutschte im Springen jedoch noch auf Platz vier ab.
Endstand
| Platz | Land               | Reiter und Pferde | Minuspunkte                      | Minuspunkte                           | Minuspunkte                  | Minuspunkte                      |
| Platz | Land               | Reiter und Pferde | Dressur                          | Gelände                               | Springen                     | Gesamt                           |
| ----- | ------------------ | --- | -------------------------------- | ------------------------------------- | ---------------------------- | -------------------------------- |
| 1     | Großbritannien     | William Fox-Pitt Cool Mountain Mary King Imperial Cavalier Nicola Wilson Opposition Buzz Kristina Cook Miners Frolic   | 139,40 42,00 46,20 51,20 (40,30) | 0,00 (20,00)                          | 0,00 (8,00)                  | 139,40 42,00 46,20 51,20 (68,30) |
| 2     | Kanada             | Stephanie Rhodes-Bosch Port Authority Selena O’Hanlon Colombo Hawley Bennett-Awad Gin & Juice Kyle Carter Madison Park | 147,50 44,20 50,80 52,50 (63,50) | 0,00 (4,40)                           | 4,00 0,00 (9,00)             | 151,50 48,20 50,80 52,50 (76,90) |
| 3     | Neuseeland         | Andrew Nicholson Nereo Mark Todd Grass Valley Caroline Powell Mac Macdonald Clarke Johnstone Orient Express            | 149,20 43,50 48,50 57,20 (46,30) | 1,60 0,00 1,60 0,00 (31,60)           | 4,00 0,00 4,00 (13,00)       | 154,80 43,50 50,10 61,20 (90,90) |
| 4     | Vereinigte Staaten | Boyd Martin Neville Bardos Phillip Dutton Woodburn Karen O’Connor Mandiba Buck Davidson BallyNoe Castle RM             | 142,50 49,50 48,20 44,80 (47,00) | 0,80 0,00 0,80 (46,00)                | 17,00 0,00 5,00 12,00 (4,00) | 160,30 49,50 53,20 57,60 (97,00) |
| 5     | Deutschland        | Michael Jung Sam FBW Ingrid Klimke FRH Butts Abraxxas Andreas Dibowski Butts Leon Dirk Schrade Gadget de la Cere       | 114,30 33,00 41,30 40,00 (42,50) | 78,40 0,00 1,60 76,80 (ausgeschieden) | 8,00 0,00 8,00 0,00          | 200,70 33,00 50,90 116,80        |

#### Einzelwertung
Die Einzelwertung fand am 30. September 2010 sowie 1. Oktober (Dressurprüfung), 2. Oktober (Geländeprüfung) und 3. Oktober (Springprüfung) statt.
Der Sieg in dieser Wertung ging an Michael Jung, der bereits ab der Dressur in Führung lag und diese nicht mehr abgab. Die deutsche Einzelreiterin Simone Deitermann wurde nach der Dressur in der Einzelwertung auf Rang drei geführt und blieb im Gelände bis zum vorletzten Hindernis fehlerfrei, stützte dann jedoch am letzten Hindernis, was zum Ausscheiden führte. Nach der Geländestrecke lag die US-amerikanische Einzelreiterin Rebecca „Becky“ Holder auf dem dritten Rang, ihr Pferd Courageous Comet bestand jedoch die Verfassungsprüfung zunächst nicht und wurde im zweiten Anlauf nicht mehr vorgestellt. Hieraufhin rückte Ingrid Klimke von Rang vier auf Rang drei vor, jedoch hatte sie mit Abraxxas mehrere Springfehler, so dass sie im Starterfeld aufgrund der engen Abstände zwischen den Resultaten auf Rang 13 zurückfiel. Neben Michael Jung blieben auch der zweitplatzierte William Fox-Pitt und der drittplatzierte Andrew Nicholson nach der Dressur fehlerfrei und erkämpften sich mit dieser Leistung ihre Einzelmedaillen.
Endstand (Stand: 3. Oktober, 14:10 Uhr)

| Rang | Reiter            | Pferd                   | Minuspunkte | Minuspunkte   | Minuspunkte | Minuspunkte   |
| Rang | Reiter            | Pferd                   | Dressur     | Gelände       | Springen    | Gesamt        |
| ---- | ----------------- | ----------------------- | ----------- | ------------- | ----------- | ------------- |
| 1    | Michael Jung      | Sam FBW                 | 33,00       | 0,00          | 0,00        | 33,00         |
| 2    | William Fox-Pitt  | Cool Mountain           | 42,00       | 0,00          | 0,00        | 42,00         |
| 3    | Andrew Nicholson  | Nereo                   | 43,50       | 0,00          | 0,00        | 43,50         |
| 4    | Karen Donckers    | Gazelle de la Brasserie | 38,80       | 5,60          | 0,00        | 44,40         |
| 5    | Pippa Funnell     | Redesigned              | 45,50       | 0,00          | 0,00        | 45,50         |
|      | …                 |                         |             |               |             |               |
| 13   | Ingrid Klimke     | FRH Butts Abraxxas      | 41,30       | 1,60          | 8,00        | 50,90         |
|      | …                 |                         |             |               |             |               |
| 21   | Frank Ostholt     | Mr. Medicott            | 40,70       | 20,00         | 0,00        | 60,70         |
|      | …                 |                         |             |               |             |               |
| 28   | Harald Ambros     | Quick                   | 56,30       | 6,00          | 6,00        | 68,30         |
|      | …                 |                         |             |               |             |               |
| 46   | Andreas Dibowski  | Butts Leon              | 40,00       | 76,80         | 0,00        | 116,80        |
|      | …                 |                         |             |               |             |               |
|      | Simone Deitermann | Free Easy NRW           | 41,30       | ausgeschieden |             | ausgeschieden |
|      | Dirk Schrade      | Gadget de la Cere       | 42,50       | ausgeschieden |             | ausgeschieden |

### Springen
- 121 Teilnehmer[37]

Die teilnehmenden Nationen durften jeweils fünf Springreiter mit jeweils einem Pferd zu den Weltreiterspielen entsenden. Hiervon nahmen dann je vier Reiter-Pferd-Paare am Mannschaftswettbewerb teil. Der fünfte Reiter diente als Reserve und war, soweit kein anderer Mannschaftsreiter seiner Nation vor Beginn der Wettbewerbe ausfiel, nicht startberechtigt.
Der Modus bestand zunächst aus drei Teilprüfungen mit insgesamt fünf Umläufen. Die erste Wertungsprüfung war ein Zeitspringen. Der Gewinner des Zeitspringens wurde nach Abschluss der Prüfung mit null Strafpunkten gewertet. Der Zeitunterschied zwischen dem Sieger und den weiteren Reitern wurde mit 0,5 multipliziert und ergab somit deren Anzahl an Strafpunkten.
In der zweiten Wertungsprüfung fiel die Entscheidung um die Mannschaftsmedaillen. Diese Prüfung wurde als Springprüfung mit zwei Umläufen ausgetragen. Die Strafpunkte aus der ersten Prüfung wurden mit in die zweite Prüfung übernommen. Hierbei starteten im zweiten Umlauf nur noch die zehn besten Mannschaften nach dem ersten Umlauf. Die restlichen Reiter nahmen am zweiten Umlauf nur noch als Einzelreiter teil. Nach dem zweiten Umlauf wurden die Mannschaftsmedaillen vergeben. Hätten nach dem zweiten Umlauf zwei oder mehr Mannschaften strafpunktgleich auf dem ersten Platz gelegen, hätte ein Stechen die Vergabe der Goldmedaille entschieden.
Für die dritte Teilprüfung qualifizierten sich die besten 30 Einzelreiter nach den ersten beiden Wertungsprüfungen. Die bisherigen Strafpunkte wurden beibehalten. Es handelte sich hierbei ein weiteres Mal um eine Springprüfung mit zwei Umläufen. Nach den zwei Umläufen standen die Plätze 30 bis 5 der Einzelwertung fest.
Die besten vier Reiter-Pferd-Paare nach den vorangegangenen Springprüfungen der Weltreiterspiele 2010 mussten in einer weiteren Prüfung, einer Springprüfung mit Pferdewechsel über vier Runden, starten. Die Strafpunkte aus den bisherigen Springprüfungen wurden hierbei nicht mitgenommen. Jeder der vier Reiter startete zunächst mit seinem eigenen Pferd, anschließend mit den Pferden seiner drei Konkurrenten aus dieser Finalprüfung.
Hätte aufgrund von Strafpunktgleichheit kein Sieger festgestanden, hätte – anders als bei den Weltreiterspielen 2006 – kein Stechen über die Medaillenvergabe entschieden. Seit den Weltreiterspielen 2010 würde in diesem Fall der Sieger bei Punktgleichheit nach dem Pferdewechsel anhand der Wertung nach dem zweiten Umlauf der dritten Teilprüfung ermittelt. Diese Regel kam im Jahr 2010 nicht zum Tragen.
Parcoursbauer bei den Springreitwettbewerben war Conrad Homfeld. Ihm stand als technischer Delegierter der deutsche, international bekannte Parcoursbauer Frank Rothenberger zur Seite.

#### Mannschaftswertung

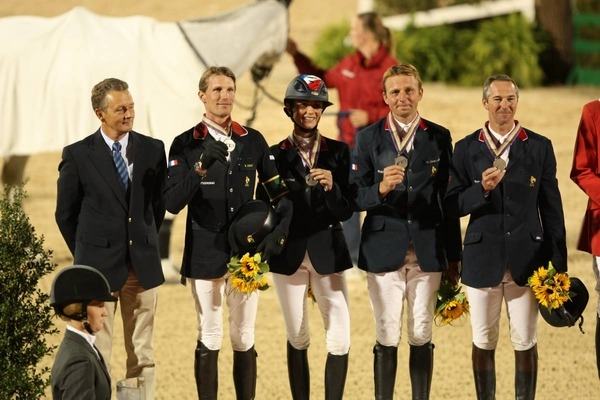
Die französische Mannschaft, Silbermedaillengewinner im Springreiten

Die Prüfungen der Mannschaftswertung fanden an folgenden Tagen statt:
- Zeitspringprüfung am 4. Oktober
- die Umläufe 1 und 2 sowie das mögliche Stechen am 5. und 6. Oktober (nach MESZ durch die Zeitverschiebung am 5. und 7. Oktober)

Zum dritten Mal nach 1994 und 1998 gewann eine deutsche Springreitermannschaft bei Weltreiterspielen die Goldmedaille. Erstmals überhaupt war in dieser deutschen Spring-Equipe eine zweite Reiterin vertreten und das Geschlechterverhältnis somit ausgeglichen. Nach einem sehr guten Start mit Platz 1 in der Mannschaft und zwei Reitern in der Einzelwertung in Führung nach der Zeitspringprüfung verlor die heimische Mannschaft der Vereinigten Staaten von Amerika deutlich an Boden und fand sich am Ende der Prüfung auf Rang 10 wieder. Die Schweizer Mannschaft schaffte nicht den Sprung in den zweiten Umlauf und musste damit nach dem Abstieg aus dem Nations Cup eine zweite schwere Niederlage einstecken.
Endstand:
| Platz | Land        | Reiter und Pferde | umgerechnete Punkte          | Strafpunkte  | Strafpunkte        | Strafpunkte |
| Platz | Land        | Reiter und Pferde | Zeitspringen                 | 1. Umlauf    | 2. Umlauf          | Gesamt      |
| ----- | ----------- | --- | ---------------------------- | ------------ | ------------------ | ----------- |
| 1     | Deutschland | Janne Friederike Meyer Lambrasco Carsten-Otto Nagel Corradina Meredith Michaels-Beerbaum Checkmate Marcus Ehning Plot Blue                | 9,80 (5,31) 3,24 1,79 4,77   | 8 4 0 (8) 4  | 0 (4)              | 17,80       |
| 2     | Frankreich  | Pénélope Leprevost Mylord Carthago Patrice Delaveau Katchina Mail Olivier Guillon Lord de Theize Kevin Staut Silvana                      | 11,32 3,90 3,72 3,70 (7,81)  | 9 5 4 (8) 0  | 4 (4) 4 0          | 24,32       |
| 3     | Belgien     | Dirk Demeersman Bufero van het Panishof Judy-Ann Melchior Cha Cha Z Philippe Le Jeune Vigo d´Arsouilles Jos Lansink Valentina van´t Heike | 18,70 9,46 6,13 3,11 (9,63)  | 4 (16) 4 0   | 2 (13) 2 0         | 24,70       |
| 4     | Brasilien   | Rodrigo Pessoa Rebozo Pedro Veniss Amaryllis Álvaro A. de Miranda Neto Ashleigh Drossel Dan Bernardo Alves Vancouver d´Auvrey             | 13,49 2,80 (7,50) 4,85 5,84  | 5 0 5 0 (12) | 8 0 4 5            | 26,49       |
| 5     | Kanada      | John Pearce Chianto Yann Candele Pitareusa Jonathon Millar Contino Eric Lamaze Hickstead                                                  | 11,93 2,70 (8,94) 6,84 2,39  | 7 1 (8) 5 1  | 9 0 (12) 9 0       | 27,93       |
| …     |             | |                              |              |                    |             |
| 13    | Schweiz     | Steve Guerdat Tresor Daniel Etter Peu a Peu Niklaus Schurtenberger Cantus Pius Schwizer Carlina                                           | 17,85 4,93 (12,53) 8,04 4,88 | 13 (12) 5 4  | nicht qualifiziert | 30,85       |

#### Einzelwertung
Die Prüfungen der Einzelwertung fanden an folgenden Tagen statt:
- Zeitspringprüfung am 4. Oktober
- die Mannschaftswertung, die auch für die Einzelwertung zählt, am 5. und 6. Oktober (nach MESZ durch die Zeitverschiebung am 5. und 7. Oktober)
- Prüfung der besten 30 am 8. Oktober (nach MESZ durch die Zeitverschiebung am 8. und 9. Oktober)
- Finalprüfung der besten Vier mit Pferdewechsel am 9. Oktober (nach MESZ durch die Zeitverschiebung am 10. Oktober)

Der Sieg in der Einzelwertung ging an den belgischen Philippe Le Jeune, der damit seinem Landsmann Jos Lansink als Weltmeister der Springreiter nachfolgt. Dieser hatte sich als 17. ebenso wie die anderen Teilnehmer der Finalprüfung von 2006 (2010: Edwina Alexander auf Rang 13, Meredith Michaels-Beerbaum auf Rang 30, Beezie Madden nicht in der US-amerikanischen Mannschaft) nicht für das Finale mit Pferdewechsel qualifiziert. Als Überraschung gilt der Silbermedaillengewinn von Abdullah asch-Scharbatly, der sein Pferd Seldana erst wenige Monate zuvor für 2,5 Millionen Euro mit dem Ziel der Olympiaqualifikation 2012 erworben hatte.
Knapp an einer Finalteilnahme schrammte Carsten-Otto Nagel vorbei, der sich durch einen Abwurf im ersten Umlauf der dritten Springprüfung in der Endwertung um 0,17 Punkte hinter der Vierten der Zwischenwertung auf Rang fünf einreihte. Ebenfalls zu den Verlierern der 3. Teilprüfung zählt Rolf-Göran Bengtsson, der mit Ninja im zweiten Umlauf dieser Prüfung (in dem verhältnismäßig wenig Abwürfe erfolgten) einen Abwurf verzeichnete und mit 9,37 Strafpunkten auf Rang 6 in der Endwertung zurückfiel.
In der Pferdewertung der Finalprüfung lag am Ende Hickstead (das Pferd des Kanadiers Eric Lamaze) fehlerfrei auf Rang eins.
Endstand nach dem Pferdewechsel:
| Rang | Reiter                   | Strafpunkte                           | Strafpunkte                    |
| Rang | Reiter                   | Zwischenergebnis vor der Finalprüfung | Finalprüfung mit Pferdewechsel |
| ---- | ------------------------ | ------------------------------------- | ------------------------------ |
| 1    | Philippe Le Jeune        | (3,11)                                | 0                              |
| 2    | Abdullah asch-Scharbatly | (7,07)                                | 8                              |
| 3    | Eric Lamaze              | (3,39)                                | 9                              |
| 4    | Rodrigo Pessoa           | (6,80)                                | 12                             |

Zwischenergebnis (vor der Finalprüfung mit Pferdewechsel):
| Rang | Reiter                     | Pferd               | umgerechnete Punkte           | Strafpunkte                | Strafpunkte              | Strafpunkte              | Strafpunkte        |
| Rang | Reiter                     | Pferd               | 1. Teilprüfung (Zeitspringen) | 2. Teilprüfung (2 Umläufe) | 3. Teilprüfung 1. Umlauf | 3. Teilprüfung 2. Umlauf | Zwischen- ergebnis |
| ---- | -------------------------- | ------------------- | ----------------------------- | -------------------------- | ------------------------ | ------------------------ | ------------------ |
| 1    | Eric Lamaze                | Hickstead           | 2,39                          | 1                          | 0                        | 0                        | 3,39               |
| 2    | Philippe Le Jeune          | Vigo d´Arsouilles   | 3,11                          | 0                          | 0                        | 1                        | 3,11               |
| 3    | Rodrigo Pessoa             | Rebozo              | 2,80                          | 0                          | 4                        | 0                        | 6,80               |
| 4    | Abdullah asch-Scharbatly   | Seldana di Campalto | 7,07                          | 0                          | 0                        | 0                        | 7,07               |
| 5    | Carsten-Otto Nagel         | Corradina           | 3,24                          | 0                          | 4                        | 0                        | 7,24               |
|      | …                          |                     |                               |                            |                          |                          |                    |
| 16   | Marcus Ehning              | Plot Blue           | 4,77                          | 8                          | 4                        | 0                        | 16,77              |
|      | …                          |                     |                               |                            |                          |                          |                    |
| 19   | Pius Schwizer              | Carlina             | 4,88                          | 4                          | 8                        | 4                        | 20,88              |
|      | …                          |                     |                               |                            |                          |                          |                    |
| 25   | Janne Friederike Meyer     | Lambrasco           | 5,31                          | 4                          | 8                        | auf Start verzichtet     | 17,31              |
|      | …                          |                     |                               |                            |                          |                          |                    |
| 30   | Meredith Michaels-Beerbaum | Checkmate           | 1,79                          | 8                          | aufgegeben               | —                        | 9,79               |
|      | …                          |                     |                               |                            |                          |                          |                    |
| 68   | Christian Fries            | Lanco               | 11,99                         | 16                         | —                        | —                        | 27,99              |
|      | …                          |                     |                               |                            |                          |                          |                    |
| 94   | Niklaus Schurtenberger     | Cantus              | 8,04                          | 4/—                        | —                        | —                        | 12,04              |
|      | …                          |                     |                               |                            |                          |                          |                    |
| 97   | Steve Guerdat              | Tresor              | 4,93                          | 12/—                       | —                        | —                        | 16,93              |
| 98   | Daniel Etter               | Peu a Peu           | 12,53                         | 5/—                        | —                        | —                        | 17,53              |
|      | …                          |                     |                               |                            |                          |                          |                    |
| 101  | Hans Frischeis             | Tamerino            | 11,07                         | 13/—                       | —                        | —                        | 24,07              |

 Anmerkungen: 
1. 1 2 3 4  Reiter erreichte nicht den zweiten Umlauf der Mannschaftswertung und bestritt somit in der zweiten Teilprüfung nur einen Umlauf

### Para-Dressur
- 107 Teilnehmer[45]

Die Para-Dressurwettbewerbe für Reiter mit Behinderung fanden im Jahr 2010 erstmals im Rahmen der Weltreiterspiele statt.
Pro teilnehmender Nation durften jeweils sieben Dressurreiter mit Behinderung mit jeweils einem Pferd zu den Weltreiterspielen entsandt werden. Das Gastgeberland hatte zudem die Möglichkeit des Starts dreier weiterer Pferd-Reiter-Paare.
Die Teamwertung folgte einem komplexen Regelwerk, um die Leistungen der unterschiedlich stark behinderten Teilnehmer sportlich vergleichbar zu machen. So setzte sich eine Mannschaft aus jeweils bis zu vier Reitern pro Nation zusammen, wobei die drei besten Ergebnisse in die Wertung eingingen. Pro Mannschaft musste zumindest ein Reiter den Graden Ia, Ib oder Grade II zugeordnet sein. Zudem galt die Regelung, dass pro Mannschaft nicht mehr als drei Reiter einem Grade angehören durften. Der Mannschaftswettbewerb bestand aus zwei Wertungsprüfungen. Die zweite Mannschaftsprüfung, nach der die Mannschaftsmedaillen vergeben wurden, wird Championshiptest genannt. In beiden Wertungsprüfungen wurden für jedes Grade eigene, festgelegte Aufgaben geritten.
Die Einzelwertung erfolgte getrennt von der Mannschaftswertung. Die erste Teilprüfung war die zweite Mannschaftsprüfung. Der zweite Teil der Einzelwertung war die Kür, in der die Reiter die vorgeschriebenen Lektionen individuell zu einer Prüfung zusammenstellen. Pro Grade wurden zwei Weltmeister ermittelt, je einer im Championshiptest und in der Kür. Es wurden also, mit der Mannschaftsprüfung, insgesamt elf Medaillen-Sets vergeben.

#### Mannschaftswertung
Die Mannschaftswertung fand vom 5. Oktober bis zum 7. Oktober, jeweils beginnend um 8:30 Uhr (14:30 Uhr MESZ) statt.
Endstand:
| Platz | Land                   | Reiter und Pferde | Prozent                             | Prozent                             | Prozent                                             | Prozent |
| Platz | Land                   | Reiter und Pferde | Team-Prüfung                        | Championshiptest                    | Gesamt                                              |         |
| ----- | ---------------------- | --- | ----------------------------------- | ----------------------------------- | --------------------------------------------------- | ------- |
| 1     | Vereinigtes Königreich | Sophie Christiansen (Grade Ia) Rivaldo of Berkeley Anne Dunham (Grade Ia) Teddy Lee Pearson (Grade Ib) Gentleman Jo Pitt (Grade II) Estralita                                                           | 69,529 % 71,294 % 73,818 % 67,810 % | 76,100 % 73,200 % 76,435 % 66,190 % | 440,376 % 145,629 % 144,494 % 150,253 % (134,000 %) |         |
| 2     | Deutschland            | Hannelore Brenner (Grade III) Women of the World Britta Näpel (Grade II) Aquilina Juliane Theuring (Grade IV) Empaque IV Angelika Trabert (Grade II) Ariva-Avanti                                       | 73,556 % 70,952 % 66,188 % 68,381 % | 72,400 % 67,905 % 65,032 % 67,143 % | 420,337 % 145,956 % 138,857 % (131,220 %) 135,524 % |         |
| 3     | Dänemark               | Annika Lykke Dalskov (Grade III) Preussen Wind Stinna Tange Kaastrup (Grade Ib) Labbenhus Snoevs Caroline Cecilie Nielsen (Grade II) Rostorn’s Hatim-Tinn Henrik Weber Sibbesen (Grade IV) Rexton Royal | 70,593 % 68,636 % 66,476 % 68,500 % | 71,067 % 70,174 % 67,238 % 69,419 % | 418,389 % 141,660 % 138,810 % (133,714 %) 137,919 % |         |
| 4     | Niederlande            | Gert Bolmer (Grade II) Triumph Frank Hosmar (Grade IV) Tiësto Glasten Krapels (Grade III) Matador Petra van de Sande (Grade II) Toscane                                                                 | 71,810 % 68,875 % 66,963 % 71,238 % | 66,190 % 70,129 % 66,533 % 69,238 % | 417,480 % 138,000 % 139,004 % (133,496 %) 140.476 % |         |
| 5     | Belgien                | Michèle George (Grade IV) FBW Rainman Jose Lorquet (Grade Ib) Junior du Pré Eveline van Looveren (Grade Ia) Dream Boy Bert Vermeir (Grade III) Tiramisu                                                 | 70,688 % 67,000 % 65,294 % 65,111 % | 63,806 % 67,043 % 66,300 % 67,200 % | 400,848 % 134,494 % 134,043 % (131,594 %) 132,311 % |         |

#### Einzelwertungen
Die Prüfungen der Einzelwertungen wurden vom 6. Oktober bis zum 10. Oktober, jeweils beginnend um 8:30 Uhr (14:30 Uhr MESZ) ausgetragen.
Grade Ia:

Championshiptest:
| Rang | Reiter              | Pferd               | Prozent  |
| ---- | ------------------- | ------------------- | -------- |
| 1    | Sophie Christiansen | Rivaldo of Berkeley | 76,100 % |
| 2    | Anne Dunham         | Teddy               | 73,200 % |
| 3    | Emma Sheardown      | Purdy’s Dream       | 71,900 % |

Kür:
| Rang | Reiter              | Pferd               | Prozent  |
| ---- | ------------------- | ------------------- | -------- |
| 1    | Emma Sheardown      | Purdy’s Dream       | 78,550 % |
| 2    | Sophie Christiansen | Rivaldo of Berkeley | 77,850 % |
| 3    | Anne Dunham         | Teddy               | 74,800 % |

Grade Ib:

Championshiptest:
| Rang | Reiter            | Pferd         | Prozent  |
| ---- | ----------------- | ------------- | -------- |
| 1    | Lee Pearson       | Gentleman     | 76,435 % |
| 2    | Ricky Balshaw     | Academy Award | 72,870 % |
| 3    | Jens Lasse Dokkan | Lacour        | 70,174 % |
|      | …                 |               |          |
| 9    | Sabrina Laubscher | Hobis         | 64,870 % |

Kür:
| Rang | Reiter                | Pferd            | Prozente |
| ---- | --------------------- | ---------------- | -------- |
| 1    | Lee Pearson           | Gentleman        | 82,500 % |
| 2    | Stinna Tange Kaastrup | Labbenhus Snoevs | 77,000 % |
| 3    | Katja Karjalainen     | Rosie            | 72,850 % |
|      | …                     |                  |          |
| 14   | Sabrina Laubscher     | Hobis            | 62,150 % |

Grade II:

Championshiptest:
| Rang | Reiter                   | Pferd                | Prozente |
| ---- | ------------------------ | -------------------- | -------- |
| 1    | Petra van de Sande       | Toscane              | 69,238 % |
| 2    | Britta Näpel             | Aquilina             | 67,905 % |
| 3    | Caroline Cecilie Nielsen | Rostorn’s Hatim-Tinn | 67,238 % |
| 4    | Angelika Trabert         | Ariva-Avanti         | 67,143 % |
|      | …                        |                      |          |
| 16   | Thomas Haller            | Diorella             | 60,857 % |

Kür:
| Rang | Reiter           | Pferd        | Prozente |
| ---- | ---------------- | ------------ | -------- |
| 1    | Angelika Trabert | Ariva-Avanti | 75,900 % |
| 2    | Gert Bolmer      | Triumph      | 75,850 % |
| 3    | Jo Pitt          | Estralita    | 74,950 % |
|      | …                |              |          |
| 7    | Britta Näpel     | Aquilina     | 70,350 % |
|      | …                |              |          |
| 15   | Thomas Haller    | Diorella     | 65,800 % |

Grade III:

Championshiptest: 
| Rang | Reiter               | Pferd              | Prozente |
| ---- | -------------------- | ------------------ | -------- |
| 1    | Hannelore Brenner    | Women of the World | 72,400 % |
| 2    | Annika Lykke Dalskov | Preussen Wind      | 71,067 % |
| 3    | Sharon Jarvis        | Applewood Odorado  | 68,867 % |
|      | …                    |                    |          |
| 6    | Celine van Till      | Tin Tin G          | 66,467 % |

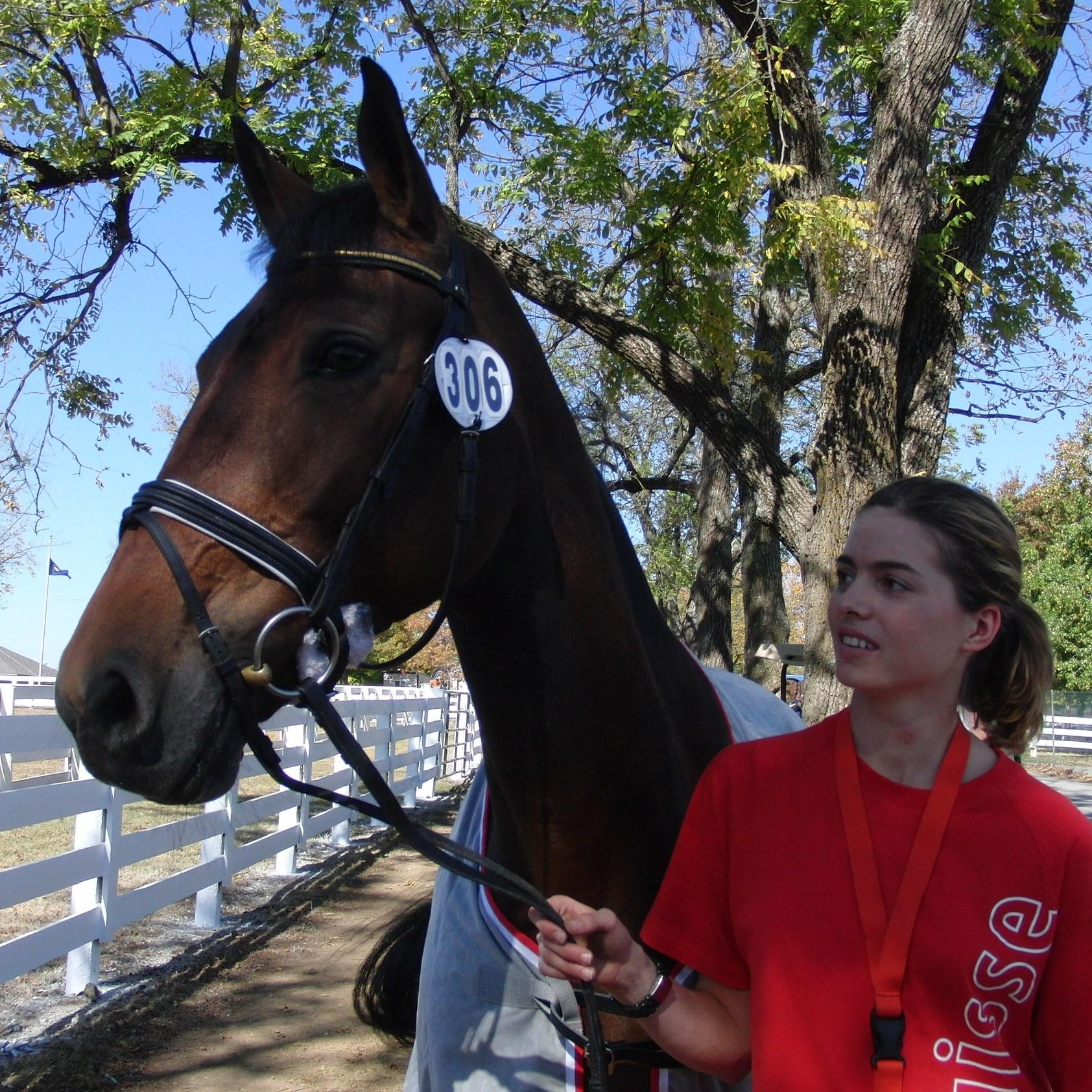
Die Schweizer Reiterin Celine van Till und Tin Tin G bei den Weltreiterspielen 2010

(Ergebnis unter Vorbehalt, siehe Kritik)
Kür:
| Rang | Reiter               | Pferd              | Prozente |
| ---- | -------------------- | ------------------ | -------- |
| 1    | Hannelore Brenner    | Women of the World | 79,200 % |
| 2    | Annika Lykke Dalskov | Preussen Wind      | 75,400 % |
| 3    | Sharon Jarvis        | Applewood Odorado  | 74,700 % |
| 4    | Celine van Till      | Tin Tin G          | 71,700 % |

Grade IV:

Championshiptest:
| Rang | Reiter                | Pferd        | Prozente |
| ---- | --------------------- | ------------ | -------- |
| 1    | Sophie Wells          | Pinocchio    | 71,677 % |
| 2    | Frank Hosmar          | Tiësto       | 70,129 % |
| 3    | Henrik Weber Sibbesen | Rexton Royal | 69,419 % |
| 4    | Lena Weifen           | Don Turner   | 68,452 % |
|      | …                     |              |          |
| 7    | Juliane Theuring      | Empaque IV   | 65,032 % |

Kür:
| Rang | Reiter           | Pferd       | Prozente |
| ---- | ---------------- | ----------- | -------- |
| 1    | Sophie Wells     | Pinocchio   | 78,500 % |
| 2    | Michèle George   | FBW Rainman | 78,050 % |
| 3    | Frank Hosmar     | Tiësto      | 77,250 % |
|      | …                |             |          |
| 7    | Juliane Theuring | Empaque IV  | 72,650 % |
|      | …                |             |          |
| 9    | Lena Weifen      | Don Turner  | 70,950 % |

### Voltigieren
- 188 Teilnehmer[45]

Die teilnehmenden Nationen durften jeweils drei männliche und drei weibliche Einzelvoltigierer mit jeweils einem Pferd entsenden. Ferner durfte jede teilnehmende Nation eine Mannschaft für die Entscheidungen im Gruppenvoltigieren zu den Weltreiterspielen 2010 entsenden.
Zu Beginn absolvierten sowohl die Einzelvoltigierer als auch die Gruppen eine Pflicht- und eine Kürprüfung.
Am Finale durften die besten 15 Damen und Herren sowie die besten zwölf Gruppen aus der ersten Teilprüfung teilnehmen. Hierbei absolvierten die Einzelvoltigierer sowohl ein Technik-Programm als auch eine Kür, wohingegen die Gruppen ausschließlich zur Kür antraten.
Bewertet wurden die einzelnen Vorstellungen durch sechs Turnierrichter, von denen zwei ausschließlich für die Beurteilung der Pferde und vier für die Bewertung der Kürübungen zuständig waren. Nach den beiden Teilprüfungen wurden anhand des Durchschnitts der einzelnen Teilprüfungen die Medaillen der Einzelvoltigierer Damen, der Einzelvoltigierer Herren und der Gruppen vergeben. Bei Gleichstand der Wertungsnoten in der Gesamtwertung hätte die bessere Pflicht entschieden.

#### Mannschaftswertung
Die erste Pflichtprüfung der Mannschaftswertungen fand am 6. Oktober statt, die erste Kürprüfung am 8. Oktober (Kür 1) und die Kür der besten 15 (Kür 2) am 10. Oktober.
Sieger wurde das US-Team F.A.C.E, gefolgt von der deutschen und der österreichischen Mannschaft. Während aller Teamprüfungen dominierten diese drei Gruppen das Feld. Vor dem Finale trennten sie nur geringe Notenschiede.
Nach dem Pflichtwettbewerb lagen die US-Amerikaner mit einer Wertnote von 7,207 deutlich in Führung vor dem deutschen (7,669) und dem österreichischen Team (6,990). Die Kür der ersten Runde brachte jedoch zunächst eine Wende: Nach einem Sturz rutschte das US-Team mit einer Wertnote von 7,655 in der Gesamtwertung nach Runde 1 (Pflicht + Kür) auf Platz drei ab, während Deutschland als Sieger der ersten Runde mit 7,698 Punkten ins Finale einzog. Österreich lag mit 7,664 Punkten auf Platz 2.
In der Finalkür zum Thema „The Art of Noise“ unterlief dem deutschen Team des VV Ingelsberg ein Ausführungsfehler, bei dem einer der Voltigierer das Pferd ungewollt verlassen musste. Die deutsche Kür erhielt dennoch die drittbeste Bewertung des Finalwettbewerbs: 8,635. Das US-Team zeigte mit seiner Interpretation des Balletts „Romeo und Julia“ von Sergei Sergejewitsch Prokofjew eine nahezu fehlerfreie und ausdrucksstarke Kür und wurde mit einer Wertnote von 8,779 belohnt. Die Kür der Österreicher zum Thema „Cirque du Soleil“ wurde mit 8,641 Punkten marginal besser bewertet als die der Deutschen, was in der Gesamtwertung jedoch nicht für die Silbermedaille reichte.
Ergebnisse:
| Rang | Land, Verein                          | Longenführer                  | Pferd           | Punkte  | Punkte | Punkte | Punkte | Punkte |
| Rang | Land, Verein                          | Longenführer                  | Pferd           | Pflicht | Kür 1  | Kür 2  | Gesamt |        |
| ---- | ------------------------------------- | ----------------------------- | --------------- | ------- | ------ | ------ | ------ | ------ |
| 1    | Vereinigte Staaten, Team F.A.C.E.     | Carolyn Bland                 | Palatine        | 7,207   | 8,102  | 8,761  | 8,029  |        |
| 2    | Deutschland, VV Ingelsberg            | Alexander Hartl               | Adlon           | 6,996   | 8,399  | 8,635  | 8,010  |        |
| 3    | Österreich, VG Pill                   | Klaus Haidacher               | Elliot          | 6,990   | 8,338  | 8,641  | 7,990  |        |
| 4    | Schweiz, Team Lütisburg               | Monika Winkler-Bischofsberger | Corado III CH   | 6,880   | 8,054  | 8,230  | 7,721  |        |
| 5    | Frankreich, Team Ecurie de la cigogne | Fabrice Holzberger            | Watriano R (BE) | 6,594   | 8,003  | 8,030  | 7,542  |        |

#### Einzelwertungen
Die erste Pflichtprüfung der Einzelwertungen fand am 6. Oktober, die erste Kürprüfung am 7. Oktober statt; das Technikprogramm der besten 15 fand am 8. Oktober und die Kür der besten 15 am 9. Oktober statt.
Bei den Damen siegte die Britin Joanne Eccles vor den Deutschen Antje Hill und Simone Wiegele. In der Einzelwertung der Herren gewann der Schweizer Patric Looser die Goldmedaille, Silber ging an den Deutschen Kai Vorberg und Bronze an den Franzosen Nicolas Andréani.
Die Pflichtprüfung der Damen gewann Joanne Eccles, zweite wurde Simone Wiegele vor der Amerikanerin Megan Benjamin, der Dänin Rikke Laumann und der Amerikanerin Mary McCormick. Antje Hill belegte lediglich Rang acht. Nach der Kürprüfung verbesserte sie sich auf Platz drei in der Gesamtwertung der ersten Runde (Pflicht + Kür) mit einer Wertnote von 8,121. Simone Wiegele wurde Siegerin der ersten Runde mit insgesamt 8,344 Punkten und verdrängte Joanne Eccles (8,274) auf Platz zwei. Nach dem Technikprogramm büßte Simone Wiegel aufgrund von Ausführungsschwächen zwei Ränge ein und lag vor der Finalkür auf dem dritten Platz hinter Joanne Eccles und Antje Hill. Diese Platzierung wurde auch im Endergebnis beibehalten.
Nach der Pflichtprüfung der Herren lag zunächst der Deutsche Gero Meyer an erster Stelle vor Kai Vorberg, Patric Looser, dem Österreicher Stefan Csandl und dem Tschechen Petr Eim. Looser verbesserte sich bereits nach der Kür auf den ersten Platz in der Gesamtwertung der ersten Runde mit 8,524 Punkten. Kai Vorberg (8,366) und Gero Meyer (8,288) rutschten auf die Ränge drei und vier ab, während sich Nicolas Andréani mit einer Gesamtwertnote von 8,405 auf den zweiten Platz verbessern konnte. In der zweiten Runde konnte Kai Vorberg mit einem unschlagbaren Technikprogramm Rang zwei in der Gesamtwertung zurückerobern, Patric Looser verteidigte seinen ersten Rang und Nicolas Andréani belegte mit leichten Schwächen im Technikprogramm den dritten Platz der Gesamtwertung. Gero Meyer zeigte aufgrund einer unregelmäßigen Galoppade seines Pferdes Ausführungsschwächen und rutschte ab auf Rang fünf hinter Stefan Csandl. Wie bei den Damen veränderte sich in der zweiten Runde nichts mehr an der Top-3-Platzierung vor und nach der Finalkür.
Ergebnisse:
Damen:
| Rang | Voltigiererin             | Longenführer         | Pferd                        | Punkte  | Punkte | Punkte  | Punkte | Punkte | Punkte |
| Rang | Voltigiererin             | Longenführer         | Pferd                        | Pflicht | Kür 1  | Technik | Kür 2  | Gesamt |        |
| ---- | ------------------------- | -------------------- | ---------------------------- | ------- | ------ | ------- | ------ | ------ | ------ |
| 1    | Joanne Eccles             | John Eccles          | WH Bentley                   | 8,157   | 8,390  | 8,435   | 8,670  | 8,413  |        |
| 2    | Antje Hill                | Irina Lenkeit        | Airbus                       | 7,727   | 8,515  | 8,380   | 8,665  | 8,322  |        |
| 3    | Simone Wiegele            | Jessica Schmitz      | Arkansas                     | 8,037   | 8,650  | 7,888   | 8,550  | 8,281  |        |
| 4    | Mary McCormick            | Carolyn Bland        | Sir Antony van Dyck          | 7,814   | 8,285  | 8,300   | 8,680  | 8,270  |        |
| 5    | Megan Benjamin            | Lasse Kristensen     | Urfreund Rosengaard          | 7,846   | 7,985  | 8,355   | 8,465  | 8,165  |        |
| 6    | Lisa Wild                 | Nina Rossin          | Robin 482                    | 7,720   | 8,365  | 7,913   | 8,555  | 8,138  |        |
|      | …                         |                      |                              |         |        |         |        |        |        |
| 8    | Christa Kristofics-Binder | Fritz Schandl        | Alonso                       | 7,804   | 8,295  | 7,903   | 8,175  | 8,044  |        |
|      | …                         |                      |                              |         |        |         |        |        |        |
| 11   | Sarah Kay                 | Alexandra Knauf      | Weltoni RS v. d. Wintermühle | 7,699   | 8,320  | 7,445   | 8,250  | 7,928  |        |
|      | …                         |                      |                              |         |        |         |        |        |        |
| 14   | Simone Jäiser             | Rita Blieske         | Luk                          | 7,619   | 7,775  | 7,200   | 7,770  | 7,591  |        |
| 15   | Stefanie Kowald           | Michael Tiefenbacher | Cool Waters                  | 7,836   | 8,135  | 6,033   | 8,235  | 7,560  |        |

Herren:
| Rang | Voltigierer      | Longenführer         | Pferd                             | Punkte  | Punkte | Punkte  | Punkte | Punkte | Punkte |
| Rang | Voltigierer      | Longenführer         | Pferd                             | Pflicht | Kür 1  | Technik | Kür 2  | Gesamt |        |
| ---- | ---------------- | -------------------- | --------------------------------- | ------- | ------ | ------- | ------ | ------ | ------ |
| 1    | Patric Looser    | Alexandra Knauf      | Record RS v. d. Wintermühle       | 8,253   | 8,795  | 8,060   | 8,885  | 8,498  |        |
| 2    | Kai Vorberg      | Kirsten Graf         | Sir Bernhard RS v. d. Wintermühle | 8,297   | 8,435  | 8,328   | 8,790  | 8,463  |        |
| 3    | Nicolas Andréani | Marina Joosten Dupon | Idefixe de Braize                 | 7,824   | 8,985  | 8,093   | 8,741  | 8,452  |        |
| 4    | Gero Meyer       | Silke Bartel         | Grand Gaudino                     | 8,401   | 8,175  | 7,698   | 8,235  | 8,255  |        |
| 5    | Daniel Kaiser    | Irina Lenkeit        | Airbus                            | 7,507   | 8,730  | 7,915   | 8,475  | 8,157  |        |
|      | …                |                      |                                   |         |        |         |        |        |        |
| 7    | Stefan Csandl    | Michaela Scherzer    | Power Rush                        | 8,077   | 8,450  | 7,843   | 7,300  | 7,918  |        |
|      | …                |                      |                                   |         |        |         |        |        |        |
| 9    | Dimitri Suhner   | Michael Heuer        | Will Be Good                      | 7,189   | 8,010  | 6,598   | 8,100  | 7,474  |        |

### Fahren
- 37 Teilnehmer[45]

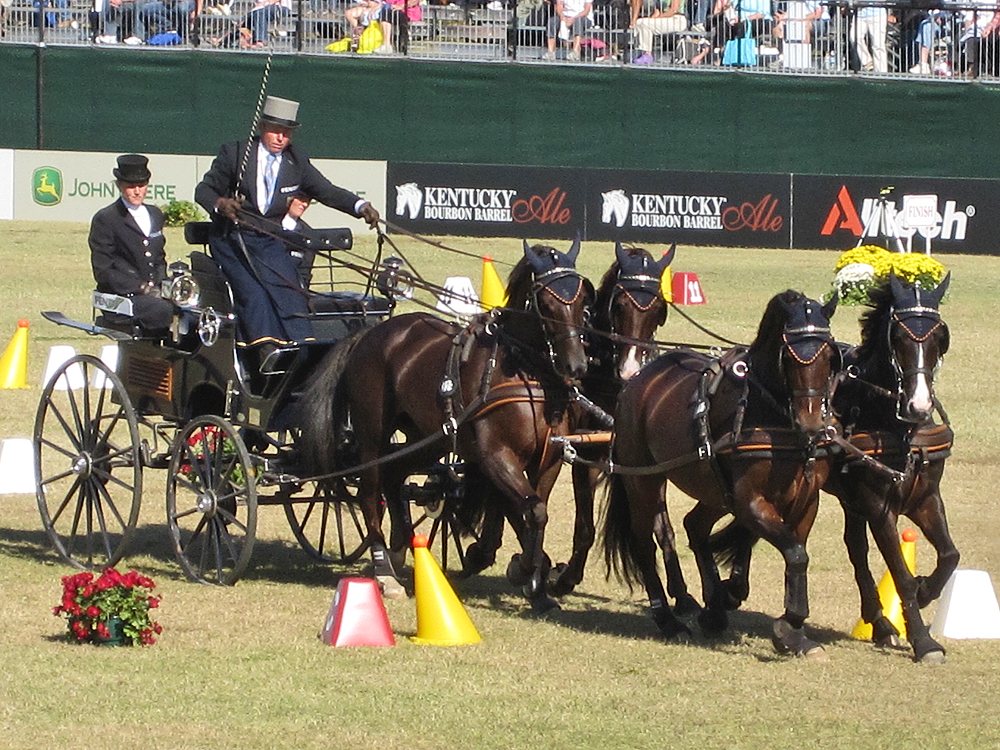
Gespannfahrer bei den Weltreiterspielen 2010

Die Vierspännerfahrer repräsentieren bei den Weltreiterspielen den Fahrsport. Je Nation durften drei Fahrer mit ihren Gespannen an den Fahrwettbewerben teilnehmen, das Gastgeberland erhielt zusätzlich drei weitere Startplätze. Jedes Gespann besteht aus vier Pferden plus einem weiteren Pferd zum Austausch. Jeweils drei Gespanne bildeten mit ihren Fahrern eine Mannschaft, pro Nation war nur eine Mannschaft zulässig.
Bei den Fahrwettbewerben der Vierspänner wurden drei Teilprüfungen im Rahmen der Weltreiterspiele 2010 bestritten: die Fahr-Dressur, das Marathonfahren und das Hindernisfahren. Jeweils zwei Fahrer pro Mannschaft wurden gewertet, dabei konnte das Streichergebnis in den einzelnen Teilprüfungen jedoch von unterschiedlichen Fahrern kommen.
Für das Mannschaftsergebnis wurden die besten zwei Ergebnisse der jeweiligen Teildisziplin für das Teamresultat gewertet, so dass immer der schlechteste Fahrer einer Mannschaft in Dressur, Marathon und Hindernisfahren das Streichergebnis lieferte. Die Ergebnisse wurden addiert, so dass anhand dieser Wertung die Mannschaftsmedaillen vergeben wurden.
Auch die Einzelwertung wurde anhand der Addition der Ergebnisse der drei Teilprüfungen gebildet.

#### Mannschaftswertung
Die Mannschaftswertung der Vierspännerfahrer fand vom 7. bis 10. Oktober statt.
Endstand:
| Platz | Land               | Fahrer                                             | Minuspunkte               | Minuspunkte                   | Minuspunkte           | Minuspunkte |
| Platz | Land               | Fahrer                                             | Dressur                   | Marathonfahren                | Hindernisfahren       | Gesamt      |
| ----- | ------------------ | -------------------------------------------------- | ------------------------- | ----------------------------- | --------------------- | ----------- |
| 1     | Niederlande        | IJsbrand Chardon Koos de Ronde Theo Timmerman      | 76,16 35,97 (52,22) 40,19 | 197,61 96,27 101,34 (108,60)  | 6,00 3,00 (7,97)      | 279,77      |
| 2     | Vereinigte Staaten | James Fairclough Tucker Johnson Chester Weber      | 76,16 (51,97) 40,19 35,97 | 224,76 117,89 106,87 (133,95) | 0,00 (3,00) 0,00      | 300,92      |
| 3     | Deutschland        | Christoph Sandmann Georg von Stein Ludwig Weinmayr | 98,44 40,58 57,86 (62,46) | 216,85 110,60 106,25 (111,42) | 6,91 0,00 6,91 (7,45) | 322,20      |
| 4     | Schweiz            | Daniel Würgler Werner Ulrich                       | 109,96 45,06 64,90        | 218,22 114,55 103,67          | 6,52 0,00 6,52        | 334,70      |
| 5     | Australien         | Boyd Exell Gavin Robson                            | 85,38 30,08 55,30         | 226,61 100,44 126,17          | 29,55 3,52 26,03      | 341,54      |

#### Einzelwertung
Die Einzelwertung der Vierspännerfahrer fand vom 7. bis 10. Oktober statt.
Endstand:
| Rang | Fahrer             | Minuspunkte | Minuspunkte    | Minuspunkte     | Minuspunkte |
| Rang | Fahrer             | Dressur     | Marathonfahren | Hindernisfahren | Gesamt      |
| ---- | ------------------ | ----------- | -------------- | --------------- | ----------- |
| 1    | Boyd Exell         | 30,08       | 100,44         | 3,52            | 134,04      |
| 2    | IJsbrand Chardon   | 35,97       | 96,27          | 3,00            | 135,24      |
| 3    | Tucker Johnson     | 40,19       | 106,87         | 3,00            | 150,06      |
| 4    | Christoph Sandmann | 40,58       | 110,60         | 0,00            | 151,18      |
| 5    | Koos de Ronde      | 52,22       | 101,34         | 3,00            | 156,56      |
|      | …                  |             |                |                 |             |
| 7    | Daniel Würgler     | 45,06       | 45,06          | 0,00            | 159,61      |
|      | …                  |             |                |                 |             |
| 11   | Georg von Stein    | 57,86       | 106,25         | 6,91            | 171,02      |
| 12   | Werner Ulrich      | 64,90       | 103,67         | 6,52            | 175,09      |
| 13   | Ludwig Weinmayr    | 62,46       | 111,42         | 7,45            | 181,33      |

## Medaillenspiegel
Die erfolgreichste Nation der Weltreiterspiele 2010 war Großbritannien, welches vor allem durch seine Dressurreiter mit und ohne Behinderung sowie durch seine Vielseitigkeitsreiter Medaillen sammelte. Vor heimischer Kulisse erreichten die Sportler aus den Vereinigten Staaten lediglich Rang vier im Medaillenspiegel. Durch die erstmalige Teilnahme der Dressurreiter mit Behinderung wurden deutlich mehr Medaillen vergeben als noch vier Jahre zuvor in Aachen, insgesamt waren es 81.
| Rang | Land                         | Gold | Silber | Bronze | Gesamt |
| ---- | ---------------------------- | ---- | ------ | ------ | ------ |
| 1    | Großbritannien               | 9    | 7      | 3      | 19     |
| 2    | Deutschland                  | 5    | 5      | 4      | 14     |
| 3    | Niederlande                  | 5    | 3      | 1      | 9      |
| 4    | Vereinigte Staaten           | 3    | 2      | 3      | 8      |
| 5    | Belgien                      | 1    | 2      | 1      | 4      |
| 6    | Vereinigte Arabische Emirate | 1    | 1      | 1      | 3      |
| 7    | Australien                   | 1    |        | 2      | 3      |
| 8    | Spanien                      | 1    |        |        | 1      |
| 8    | Schweiz                      | 1    |        |        | 1      |
| 10   | Dänemark                     |      | 3      | 3      | 6      |
| 11   | Frankreich                   |      | 2      | 1      | 3      |
| 12   | Kanada                       |      | 1      | 2      | 3      |
| 13   | Saudi-Arabien                |      | 1      |        | 1      |
| 14   | Neuseeland                   |      |        | 2      | 2      |
| 15   | Italien                      |      |        | 1      | 1      |
| 15   | Finnland                     |      |        | 1      | 1      |
| 15   | Österreich                   |      |        | 1      | 1      |
| 15   | Norwegen                     |      |        | 1      | 1      |

## Weiteres
Der Hauptsponsor der Weltreiterspiele 2010, Alltech, ist ein Unternehmen aus der Nähe von Lexington (Kentucky). Die in Nicholasville ansässige Firma stammt aus dem Bereich Tiergesundheit und Tierernährung. Die Firma sponserte die Veranstaltung mit 10 Millionen US-$.
Die Ergebniserfassung und -übertragung erfolgte bei den Weltreiterspielen 2010, wie bereits bei den Weltreiterspielen 2006 durch die niederländische Firma Sport Computer Graphics (SCG). Bei den Vielseitigkeitswettbewerben wurden sie hierbei von der deutschen Rechenstelle Team Janssen Nothofer unterstützt.
Bei den Weltreiterspiele wurden 82 von insgesamt 752 teilnehmenden Pferde auf das Vorhandensein unerlaubter Substanzen untersucht. Hierbei blieben alle Blut- und Urintests negativ. Auch die Proben der 24 getesteten Reiter waren negativ.